# Luis Eugenio Togores
Luis Eugenio Togores Sánchez (Madrid, 5 de febrero de 1959) es un historiador y docente universitario español, especializado en historia militar y en historia de las relaciones internacionales.

## Biografía
Pertenece a una familia de militares, por parte de padre y madre. Se doctoró en Historia Contemporánea por la Universidad Complutense de Madrid, con una tesis sobre la presencia y relaciones internacionales de España en Extremo Oriente entre 1830 y 1885. Es catedrático de Historia Contemporánea. Gran Cruz de Plata de la Guardia Civil. Embajador de la Marca Ejército. Legionario y Soldado Acorazado de Honor.
Inició su carrera docente e investigadora en el departamento de Historia Contemporánea de la Universidad Complutense de Madrid, ha sido investigador adscrito a la Escuela Diplomática Española y desde hace más de 25 años desarrolla su actividad docente en la Universidad CEU San Pablo, de Madrid, donde ha sido decano de la facultad de Humanidades y Ciencias de la Comunicación, vicerrector de Alumnos y vicerrector de Profesorado. Es secretario académico del Instituto CEU de Estudios Históricos. Es el responsable de la Cátedra Interuniversitaria Silvestre Segarra Aragó de Historia de la Empresa. Su investigación historiográfica se ha centrado en el estudio de las Historia de las Relaciones Internacionales, la Historia Colonial —con especial interés a la presencia española en Filipinas, Asia Oriental y el Pacífico, en el siglo XIX— y la historia militar. Jurado de los Premios Ejército de Investigación y profesor del Instituto de Historia y Cultura Militar.
Autor, entre otras obras, de una trilogía de biografías dedicadas a militares españoles africanistas José Millán Astray, Agustín Muñoz Grandes y Juan Yagüe Blanco, ha sido citado como perteneciente a un grupo de historiadores crítico con el socialismo republicano y la figura de Largo Caballero, así como integrante de un grupo de profesores de departamentos de historia de universidades privadas católicas españolas activo en la actualización del discurso integrista y en el revisionismo histórico de la Segunda República, la Guerra Civil y la dictadura. Forma parte de la escuela historiográfica contraria a la ley de Memoria Histórica que lidera el profesor Bullón de Mendoza integrada por historiadores de toda España.
Es guionista y autor de una veintena de documentales de alta divulgación sobre historia general de España tratando temas como el Camino Español, la romanización de Hispania, el final del reino visigodo, la batalla de Krasnybor o el enfrentamiento de Franco y Vicente Rojo durante la Guerra Civil. Entre ellos, se cuenta la serie de documentales históricos sobre la guerra civil española que realizó para Telemadrid como guionista y director,  junto al profesor Bullón de Mendoza: Mitos al descubierto: 75 aniversario de la Guerra Civil Española.
Colabora con el diario La Razón y en El Debate con artículos de historia. Es miembro de los consejos de redacción de las revistas Revista Española del Pacífico, Ares y Aportes y es coautor de la marcha militar "Coronel Millán Astray".
Es coautor del libro contrario a la Ley de la memoria histórica titulado "Memoria histórica", amenaza para la paz en Europa editado por el Grupo de los Conservadores y Reformistas Europeos del Parlamento Europeo, en el que está encuadrado Vox, y en el que también han colaborado Hermann Tertsch, Francisco José Contreras, Stanley G. Payne, Fernando Sánchez Dragó, Angel David Martín Rubio, Alfonso Ussía, Jesús Lainz, Pedro Carlos González Cuevas, Miguel Platón, Javier Barraycoa, Alberto Bárcena Pérez, José Manuel Otero Novas, Jesús Palacios Tapias y Pedro Fernández Barbadillo.

## Obra
- La acción exterior de España en Extremo Oriente (1830-1885), edit. U. Complutense de Madrid, Madrid, 1992, 789 pp.
- La escuela diplomática. Cincuenta años de servicio al Estado 1942-1992, edit. Escuela Diplomática, Madrid, 1993, 597 pp. (Con J. L. Neila)
- El Alcázar de Toledo. Final de una polémica, Actas, Madrid, 1997, 154 pp. (Con Alfonso Bullón de Mendoza)
- Extremo Oriente en la política exterior de España, Prensa y Ediciones Iberoamericanas, Madrid, 1997, 297 pp.
- Cánovas y la Restauración, Argentaria, Madrid, 1997, 379 pp. (Con otros autores)
- España entre dos siglos, en torno al 98, Ibercaja, Zaragoza, 1998, 200 pp. (Con otros autores)
- Japón en el siglo XX, de imperio a gran potencia, Arco-Libro, Madrid, 2000, 96 pp.
- Millán Astray, legionario, La Esfera de los Libros, Madrid, 2003, 495 pp.
- Muñoz Grandes, héroe de Marruecos, general de la División Azul, La Esfera de los Libros, Madrid, 2007, 568 pp.
- La División Azul. Las fotografías de una historia, La Esfera de los Libros, Madrid, 2008. (Con Gustavo Morales)
- Yagüe, el general falangista de Franco, La Esfera de los Libros, Madrid, 2010, 847 pp.
- Falangistas, La Esfera de los Libros, Madrid, 2010, 496 pp. (Con Gustavo Morales)
- Historia de la Guerra Civil Española, La Esfera de los Libros, Madrid, 2011, 409 pp.
- Historia de La Legión Española, La Esfera de los Libros, Madrid, 2016, 809 pp.
- Carros de combate en el Sahara, Galland Books, Valladolid, 2019, 64 pp.
- La Escuela Diplomática: setenta y cinco años de servicio al estado. Los últimos 25 años (1992-2017),Ministerio de Asuntos Exteriores, Madrid, 2018, 276 pp, (con Juan Carlos Jiménez)
- Franco frente a Hitler, La Esfera de los Libros, Madrid 2020, 456 pp.
- Cien años de la Legión Española, las fotografías de su historia, La Esfera de los Libros, Madrid 2020.
- La nobleza franquista y la Ley de Memoria Democrática (Coordinador), GallandBooks, Valladolid 2022